# The Host (film 2006)
The Host (괴물?, GwoemulLR) è un film del 2006, diretto da Bong Joon-ho.

## Trama
Corea del Sud, 2000. In un obitorio un anatomopatologo americano ordina al suo assistente coreano di gettare nello scarico del lavandino il contenuto di oltre 200 bottiglie di formaldeide, ritenendole ormai scadute e inutilizzabili. Pur riluttante, l'assistente esegue gli ordini e centinaia di litri di formaldeide finiscono nel fiume Han.
Anni dopo alcuni passanti, incuriositi, notano all'interno del fiume una strana creatura anfibia. Subito dopo l'avvistamento, si scatena il caos: la creatura, di considerevoli dimensioni, esce dalle acque e aggredisce i passanti, per poi dileguarsi nelle acque del fiume, lasciandosi dietro di sé una scia di vittime. La notizia fa rapidamente il giro della Corea e viene immediatamente dichiarato lo stato di allerta, con l'esercito che si stabilisce in città per monitorare la situazione.
Lo stato di salute di un uomo ferito dopo essere stato in contatto diretto con il mostro fa dedurre che questo sia portatore di un virus altamente contagioso e pericoloso; tutti i sopravvissuti all'attacco vengono perciò prelevati e isolati dal resto della popolazione, in attesa di ulteriori analisi e per evitarne il contagio. Tra di loro c'è la famiglia Park: il padre Hie-bong e i tre figli adulti Nam-il, Nam-joo e Gang-du, straziato per aver perso la figlia Hyun-seo, trascinata via dal mostro.
Ma proprio Gang-du, un fannullone mai cresciuto che aiuta il padre nella gestione di un chiosco in riva al fiume, riceve una breve telefonata dalla figlia, data ufficialmente per morta. Nonostante la poca considerazione di cui gode da sempre, l'uomo convince i familiari che Hyun-seo è viva e attende di essere salvata all'interno di una fognatura. Evasa dalla quarantena e raggirato l'esercito che la presidiava, la famiglia Park si mette alla ricerca della piccola, effettivamente intrappolata in un rifugio in cui il mostro accumula le vittime delle sue scorribande.
Durante le ricerche, la creatura uccide il padre di Gang-du e quest'ultimo viene catturato dai militari e portato in un'infermeria di fortuna, dove è sottoposto ad ogni sorta di esame. A salvarlo, almeno momentaneamente, è un medico americano, dapprima compassionevole nei confronti di Gang-du e della sua storia, ma che poi, confidandosi con un aiutante, rivela che non esiste alcun virus e ordina di prelevare un campione di cervello del protagonista. Una volta eseguita la procedura, approfittando di un momento di distrazione, Gang-du prende in ostaggio un'infermiera e fugge.
Intanto un bambino, solo al mondo dopo la morte del padre, viene gettato dal mostro nella fognatura a cielo aperto in cui è intrappolata anche Hyun-seo. La ragazzina si prende cura del piccolo e intanto escogita un modo per fuggire, utilizzando a mo' di corda i vestiti delle vittime morte presenti nella tana. Il coraggioso piano non va a buon fine ed entrambi vengono inghiottiti dalla creatura. Intanto i fratelli di Gang-du si dirigono sotto il ponte principale della città, dopo aver rintracciato tramite un amico di Nam-il la posizione di Hyun-seo sulla base della telefonata effettuata da questa.
I tre fratelli sono quindi ricongiunti e insieme cacciano e abbattono la creatura, con l'apporto decisivo di Nam-joo, campionessa di tiro con l'arco. Gang-du riesce a estrarre i corpi dei due giovani, scoprendo purtroppo che Hyun-seo è morta. Successivamente un Gang-du più maturo cena insieme al bambino sopravvissuto, all'interno del proprio chiosco, mentre ascolta distrattamente un notiziario che narra gli eventi accaduti.

## Distribuzione
Con un totale di oltre 13 milioni di biglietti venduti, The Host stabilì un nuovo record di incassi in Corea del Sud. In Italia è andato in onda il 13 giugno 2013 su Rai Movie.

## Riconoscimenti
- Festival internazionale del cinema fantastico di Bruxelles - 2007
  - Corvo d'Oro: Bong Joon-ho